# Praxagorasz
Praxagorasz (Kr. e. 4. század) görög orvos, aki elsőként megkülönböztette az ütőereket a vivőerektől.

## Élete
Kósz szigetéről származott, a dogmatikus orvosi iskola egyik legkiemelkedőbb képviselője volt. Kortársaira igen komoly hatást gyakorolt, tanítványai közül sokan nagy hírnévre tettek szert, így az alexandriai iskola egyik megalapítója, Hérophilosz, valamint Philotimosz is az ő tanítványai voltak. Ő volt az első, aki pontosan megkülönböztette az ütőereket a visszerektől, de ő is azt hitte, hogy az ütőerek rendes körülmények közt levegőt, illetve pneumát tartalmaznak, s csak akkor szívnak magukba vért a visszerekből, ha megsérülnek. Megfigyelte és leírta a pulzus változásait a különféle betegségekben. A Hippokratész-féle humorális kórtan egyik legjelesebb védője volt, de egyes részletekben eltért a nagy mestertől, így az emésztést rothadási folyamathoz hasonlította, a test melegét pedig nem világrahozottnak (emphutón), hanem szerzettnek (epikhtón) mondotta. Mint Galénosz említi, nagy híve és terjesztője volt a gimnasztika gyógyászati alkalmazásának. A gyakorlati sebészetben merészségével és ügyességével tűnt ki: kiemelendő, hogy bélcsavarodásnál már végzett hasmetszést. Munkái a 2. században még megvoltak, de később elvesztek. Főművei voltak: Diathórai tón oxeón (A heveny betegségek megkülönböztetéséről); Epigenomena (Kórtünettan); Szünédréonta (Köszvényes bántalmak); Peri noüszón (A betegségekről, három részben); Therapeutika (Gyógytan, négy részben).